# 圣约翰座堂 (温尼伯)
圣约翰座堂（英語：St. John's Anglican Cathedral）是加拿大圣公会鲁珀特地教区的主教座堂，位于加拿大曼尼托巴温尼伯市中心的安達臣路（Anderson Avenue），靠近緬街（Main Street）和红河。圣约翰座堂是加拿大西部圣公会的发源地。

## 历史
1812年，红河殖民地的第一批定居者在座堂现址的南面建立了墓地。大湖区以西的第一个加拿大圣公会堂会于1820年10月在此成立，加拿大西部第一位圣公会牧师约翰·韦斯特是来自英国圣公会的传教士。
第一座教堂建于1822年，在1826年被洪水冲走。1833年建立了第二座教堂，在1849年献堂。该堂在1850年受洪水破坏，于是在1862-1863年在原处建立第三座教堂。目前的教堂建于1926年。
2004年9月，圣约翰座堂和周围的墓地被列为马尼托巴省历史遗产。

## 建筑
该堂由建筑师Parfitt和Prain设计，为诺曼哥特式风格。加拿大花窗玻璃协会记录了圣约翰座堂的彩色玻璃。